# 은제레코레주

은제레코레주의 위치

은제레코레주(프랑스어: La région de Nzérékoré)는 기니 최남단에 위치한 주로, 주도는 은제레코레이며 인구는 1,348,787명(1996년 기준), 면적은 37,658km2, 인구 밀도는 35.82명/km2이다. 6개의 하위 행정 구역(베일라, 구에케두구, 롤라, 마센타, 은제레코레, 요무)을 관할하며 남쪽으로는 시에라리온과 라이베리아, 코트디부아르와 국경을 맞대고 있고 북쪽으로는 캉칸주, 파라나주와 인접해 있다.

## 같이 보기
- 기니
- 은제레코레
- 님바산 엄정 자연보존지역